# Primeira Divisão de 1992–93
A Primeira Divisão de 1992–93 foi a 59.ª edição do Campeonato Português de Futebol.

## Análise da Época
Ao contrário da época anterior, esta temporada contou com uma disputa taco-a-taco até à última jornada entre o FC Porto e o SL Benfica. Os portistas, liderados pelo brasileiro Carlos Alberto Silva, acabariam por conseguir o bicampeonato e assim chegar ao 13.º título da sua história.
O Benfica teria um início conturbado de época liderados pelo jugoslavo Tomislav Ivić, mas com Toni a assumir o lugar de treinador em Outubro as águias iriam entrar na luta do título até ao fim, perdendo a liga por apenas um ponto.
O Sporting, apesar de uma aposta forte na contratação do mítico treinador inglês Bobby Robson, mais uma vez não entrou verdadeiramente na luta pelo título nacional e ficou-se pelo 3.º lugar.
Por fim, destacar o Boavista que voltou a repetir uma excelente classificação ao ficar em 4.º lugar, bem como o 5.º lugar do Marítimo e assim conseguia participar nas competições pela primeira vez na sua história.

## Equipas

### Equipas, Estádios e Treinadores
| Equipa            | Treinador            | Estádio                           | Cidade                 |
| ----------------- | -------------------- | --------------------------------- | ---------------------- |
| FC Porto          | Carlos Alberto Silva | Estádio das Antas                 | Porto                  |
| SL Benfica        | Tomislav Ivić        | Estádio da Luz                    | Lisboa                 |
| Boavista          | Manuel José          | Estádio do Bessa                  | Porto                  |
| Sporting CP       | Bobby Robson         | Estádio José Alvalade             | Lisboa                 |
| Vitória SC        | Marinho Peres        | Estádio D. Afonso Henriques       | Guimarães              |
| Farense           | Paco Fortes          | Estádio de São Luís               | Faro                   |
| Marítimo          | Paulo Autuori        | Estádio dos Barreiros             | Funchal                |
| Beira-Mar         | Vítor Urbano         | Estádio Mário Duarte              | Aveiro                 |
| GD Chaves         | Radoslav Zdravkov    | Estádio Municipal de Chaves       | Chaves                 |
| Estoril-Praia     | Fernando Santos      | Estádio António Coimbra da Mota   | Estoril                |
| SC Braga          | Vítor Manuel         | Estádio 1.º de Maio               | Braga                  |
| Paços de Ferreira | Prof. Neca           | Estádio da Mata Real              | Paços de Ferreira      |
| Gil Vicente       | Vítor Oliveira       | Estádio Adelino Ribeiro Novo      | Barcelos               |
| FC Famalicão      | José Romão           | Estádio Municipal 22 de Junho     | Vila Nova de Famalicão |
| Salgueiros        | Zoran Filipović      | Estádio Engenheiro Vidal Pinheiro | Porto                  |
| SC Espinho        | Quinito              | Estádio Comendador Manuel Violas  | Espinho                |
| Belenenses        | Abel Braga           | Estádio do Restelo                | Lisboa                 |
| Tirsense          | Rodolfo Reis         | Estádio Abel Alves de Figueredo   | Santo Tirso            |

### Mudanças de Treinadores durante a Época
| Equipa            | Treinador Despedido | Data de Saída | Posição | Treinador Contratado | Data de Entrada |
| ----------------- | ------------------- | ------------- | ------- | -------------------- | --------------- |
| SL Benfica        | Tomislav Ivić       | 25/10/1992    | 2.º     | Toni                 | 26/10/1992      |
| GD Chaves         | Radoslav Zdravkov   | 01/11/1992    | 18.º    | Henrique Calisto     | 15/11/1992      |
| Paços de Ferreira | Prof. Neca          | 27/12/1992    | 15.º    | Jaime Pacheco        | 28/12/1992      |
| Vitória SC        | Marinho Peres       | 01/01/1993    | 16.º    | Bernardino Pedroto   | 02/01/1993      |
| SC Braga          | Vítor Manuel        | 28/03/1993    | 15.º    | António Oliveira     | 29/03/1993      |
| Salgueiros        | Zoran Filipović     | 28/03/1993    | 16.º    | Mário Reis           | 29/03/1993      |

## Classificações
| Pos | Equipa               | J  | V  | E  | D  | GM | GS | Diff | Pts | Qualificação/Despromoção     |
| --- | -------------------- | -- | -- | -- | -- | -- | -- | ---- | --- | ---------------------------- |
| 1   | FC Porto             | 34 | 24 | 6  | 4  | 59 | 19 | +40  | 54  | Liga dos Campeões da UEFA    |
| 2   | SL Benfica           | 34 | 22 | 8  | 4  | 60 | 18 | +42  | 52  | Taça dos Vencedores de Taças |
| 3   | Sporting CP          | 34 | 17 | 11 | 6  | 50 | 30 | +29  | 45  | Taça UEFA                    |
| 4   | Boavista             | 34 | 14 | 11 | 9  | 46 | 34 | +12  | 39  | Taça UEFA                    |
| 5   | Marítimo             | 34 | 15 | 7  | 12 | 56 | 48 | +8   | 37  | Taça UEFA                    |
| 6   | Farense              | 34 | 11 | 13 | 10 | 41 | 36 | +5   | 35  |                              |
| 7   | Belenenses           | 34 | 11 | 12 | 11 | 42 | 40 | +2   | 34  |                              |
| 8   | Beira-Mar            | 34 | 10 | 12 | 12 | 24 | 33 | -9   | 32  |                              |
| 9   | Gil Vicente          | 34 | 12 | 7  | 15 | 34 | 42 | -8   | 31  |                              |
| 10  | Paços de Ferreira    | 34 | 10 | 11 | 13 | 35 | 44 | -9   | 31  |                              |
| 11  | Vitória de Guimarães | 34 | 14 | 3  | 17 | 41 | 53 | -12  | 31  |                              |
| 12  | Sporting de Braga    | 34 | 12 | 6  | 16 | 33 | 34 | -1   | 30  |                              |
| 13  | Estoril              | 34 | 9  | 12 | 13 | 29 | 41 | -12  | 30  |                              |
| 14  | Famalicão            | 34 | 10 | 10 | 14 | 29 | 48 | -19  | 30  |                              |
| 15  | Salgueiros           | 34 | 10 | 9  | 15 | 28 | 44 | -16  | 29  |                              |
| 16  | Tirsense             | 34 | 10 | 8  | 16 | 27 | 37 | -10  | 28  | Liga de Honra                |
| 17  | Sporting de Espinho  | 34 | 9  | 10 | 15 | 38 | 55 | -17  | 28  | Liga de Honra                |
| 18  | Desportivo de Chaves | 34 | 4  | 8  | 22 | 34 | 61 | -27  | 16  | Liga de Honra                |

## Resultados
| 1992/ 1993           | FCP | SLB | SCP | BFC | CSM | SCF | CFB | BEM | GVC | PDF | VSC | SCB | EST | FCF | SCS | FCT | SCE | GDC |
| FC Porto             | X   | 1-0 | 0-0 | 1-1 | 2-0 | 3-0 | 3-0 | 0-0 | 4-1 | 2-0 | 2-0 | 2-0 | 1-0 | 0-1 | 4-1 | 3-1 | 1-0 | 2-1 |
| Benfica              | 0-0 | X   | 1-0 | 2-0 | 5-1 | 1-0 | 5-1 | 0-0 | 2-1 | 5-0 | 3-1 | 2-1 | 4-0 | 1-0 | 0-0 | 1-0 | 5-1 | 3-1 |
| Sporting             | 1-1 | 2-0 | X   | 4-0 | 3-2 | 2-0 | 3-0 | 3-1 | 0-0 | 3-1 | 4-1 | 2-0 | 1-1 | 4-3 | 0-1 | 0-0 | 3-0 | 5-0 |
| Boavista             | 1-0 | 2-3 | 0-0 | X   | 2-1 | 3-1 | 1-0 | 4-0 | 2-0 | 0-0 | 1-3 | 0-0 | 1-0 | 4-0 | 1-0 | 0-0 | 0-0 | 2-0 |
| Marítimo             | 0-1 | 1-1 | 4-2 | 3-2 | X   | 2-1 | 4-2 | 1-0 | 7-1 | 1-1 | 3-0 | 1-0 | 1-1 | 4-2 | 2-2 | 3-1 | 2-1 | 2-1 |
| Farense              | 1-0 | 0-0 | 0-0 | 1-1 | 2-2 | X   | 1-1 | 2-2 | 3-1 | 2-0 | 4-1 | 1-0 | 1-1 | 3-0 | 2-0 | 1-0 | 4-1 | 3-0 |
| Belenenses           | 0-0 | 1-1 | 2-2 | 2-1 | 1-0 | 1-1 | X   | 0-0 | 2-0 | 4-1 | 3-0 | 1-2 | 0-0 | 7-0 | 1-0 | 3-0 | 1-2 | 1-0 |
| Beira-Mar            | 0-1 | 1-0 | 1-1 | 0-2 | 1-0 | 1-1 | 0-0 | X   | 0-1 | 0-1 | 1-0 | 0-0 | 3-0 | 1-1 | 1-0 | 1-0 | 2-1 | 0-0 |
| Gil Vicente          | 0-3 | 1-1 | 1-0 | 0-2 | 2-0 | 2-1 | 0-1 | 3-0 | X   | 0-1 | 2-0 | 0-1 | 2-0 | 0-1 | 2-0 | 1-2 | 1-2 | 5-2 |
| Paços de Ferreira    | 1-2 | 0-2 | 0-3 | 1-4 | 1-1 | 4-1 | 1-1 | 4-0 | 0-0 | X   | 1-0 | 3-0 | 2-0 | 0-0 | 0-1 | 1-0 | 2-2 | 2-0 |
| Vitória de Guimarães | 1-3 | 0-1 | 2-3 | 3-2 | 2-2 | 2-0 | 2-1 | 2-1 | 1-2 | 3-2 | X   | 1-0 | 2-1 | 1-0 | 0-1 | 2-1 | 3-1 | 4-2 |
| Sporting de Braga    | 0-1 | 0-2 | 0-0 | 2-1 | 2-1 | 0-1 | 3-0 | 1-2 | 0-1 | 2-0 | 0-1 | X   | 2-1 | 4-1 | 3-0 | 3-0 | 2-2 | 1-0 |
| Estoril              | 1-3 | 0-0 | 2-2 | 0-0 | 1-0 | 1-0 | 1-1 | 1-0 | 0-0 | 0-0 | 1-0 | 0-0 | X   | 2-2 | 1-0 | 4-0 | 1-0 | 2-1 |
| Famalicão            | 0-3 | 1-0 | 1-2 | 1-1 | 2-0 | 1-0 | 0-0 | 0-1 | 0-0 | 1-0 | 0-0 | 1-1 | 1-2 | X   | 3-1 | 1-0 | 0-0 | 2-1 |
| Salgueiros           | 0-3 | 0-3 | 2-0 | 3-1 | 1-2 | 0-0 | 2-1 | 0-0 | 1-1 | 2-2 | 0-1 | 2-0 | 2-1 | 0-2 | X   | 1-0 | 2-0 | 1-1 |
| Tirsense             | 3-1 | 1-2 | 0-1 | 1-1 | 1-0 | 0-0 | 0-0 | 2-1 | 1-1 | 0-0 | 2-0 | 2-1 | 1-0 | 3-0 | 1-1 | X   | 2-1 | 2-1 |
| Sporting de Espinho  | 1-4 | 0-3 | 3-1 | 2-2 | 0-1 | 1-1 | 3-1 | 1-3 | 1-0 | 1-1 | 2-1 | 0-1 | 3-1 | 1-0 | 1-1 | 1-0 | X   | 2-2 |
| Desportivo de Chaves | 1-2 | 0-1 | 0-2 | 0-1 | 1-2 | 2-2 | 1-2 | 0-0 | 1-2 | 1-2 | 1-1 | 2-1 | 5-2 | 1-1 | 3-0 | 1-0 | 1-1 | X   |
| -------------------- | --- | --- | --- | --- | --- | --- | --- | --- | --- | --- | --- | --- | --- | --- | --- | --- | --- | --- |

## Melhores Marcadores
| CI. | Jogador       | Equipa               | Golos |
| --- | ------------- | -------------------- | ----- |
| 1   | Jorge Cadete  | Sporting CP          | 17    |
| 2   | Ricky         | Boavista             | 14    |
| 3   | Artur         | Boavista             | 13    |
| 4   | Timofte       | FC Porto             | 11    |
| 4   | Edmilson      | Marítimo             | 11    |
| 4   | Balakov       | Sporting CP          | 11    |
| 4   | Jorge Andrade | Marítimo             | 11    |
| 8   | Jussiê        | Paços de Ferreira    | 10    |
| 8   | Karoglan      | Desportivo de Chaves | 10    |
| 8   | Drulović      | Gil Vicente          | 10    |

## Campeão

### Plantel Campeão
| Pos.   | Jogador              | Idade | Jogos | Golos |
| ------ | -------------------- | ----- | ----- | ----- |
| GR     | Vítor Baía           | 23    | 34    | -     |
| GR     | Valente              | 28    | 1     | -     |
| GR     | Jorge Silva          | 21    | -     | -     |
| D      | João Pinto           | 31    | 25    | 2     |
| D      | Neves                | 22    | 3     | -     |
| D      | Bandeirinha          | 30    | 24    | 1     |
| D      | Rui Jorge            | 20    | 8     | -     |
| D      | Vlk                  | 28    | 11    | 1     |
| D      | Fernando Couto       | 23    | 26    | 4     |
| D      | Aloísio              | 29    | 28    | 3     |
| D      | Zé Carlos            | 28    | 11    | 1     |
| D      | Jorge Costa          | 21    | 8     | 1     |
| M      | Paulinho Santos      | 22    | 10    | -     |
| M      | André                | 35    | 21    | 1     |
| M      | Rui Filipe           | 25    | 24    | -     |
| M      | Semedo               | 28    | 30    | 5     |
| M      | Bino                 | 20    | 2     | 2     |
| M      | Timofte              | 25    | 23    | 11    |
| M      | Antônio Carlos       | 28    | 10    | 2     |
| A      | Tozé                 | 27    | 7     | -     |
| A      | Jorge Couto          | 22    | 25    | 2     |
| A      | Jaime Magalhães      | 30    | 23    | -     |
| A      | Kostadinov           | 25    | 31    | 9     |
| A      | Paulinho César       | 29    | 12    | 1     |
| A      | Domingos             | 24    | 30    | 9     |
| A      | Toni                 | 20    | 12    | 1     |
|        |                      |       |       |       |
| T      | Carlos Alberto Silva | 53    |       |       |
| Fonte: |                      |       |       |       |

| Campeão Nacional 1992/1993 |
| -------------------------- |
| FC Porto 13° Título        |